# Ambasada RP w Dosze
Ambasada Rzeczypospolitej Polskiej w Dosze – polska misja dyplomatyczna w stolicy Kataru. 

## Historia
Polska uznała niepodległość Kataru w 1971, z chwilą proklamowania jego niepodległości. Jednak stosunki dyplomatyczne z tym krajem nawiązała we wrześniu 1989. Ambasada RP w Dosze zaczęła działalność 1 września 2006. 28 kwietnia 2007 otwarto budynek ambasady. 11 listopada 2008 listy uwierzytelniające złożył pierwszy polski ambasador rezydujący w Katarze Robert Rostek.